# No Prayer for the Dying
No Prayer for the Dying — восьмий студійний альбом британського хеві-метал гурту Iron Maiden. Виданий 1 жовтня 1990 року на EMI. Під час запису альбому гурт покинув гітарист Сміт Адріан, який був не згодний з музичним напрямом нової платівки. Його змінив Янік Ґерс, який до Iron Maiden співпрацював з Брюсом Дікінсоном під час запису його альбому Tattooed Millionaire. Загальна тривалість композицій становить 43:57. Альбом відносять до напрямку важкий метал.

## Список пісень
1. Tailgunner — 4:17
2. Holy Smoke — 3:51
3. No Prayer for the Dying — 4:25
4. Public Enema Number One — 4:14
5. Fates Warning — 4:11
6. The Assassin — 4:20
7. Run Silent Run Deep — 4:34
8. Hooks In You — 4:08
9. Bring Your Daughter...to the Slaughter — 4:44
10. Mother Russia — 5:30